# Pezuls
Pezuls é uma comuna francesa na região administrativa da Nova Aquitânia, no departamento Dordonha. Estende-se por uma área de 10 km². Em 2010 a comuna tinha 128 habitantes (densidade: 12,8 hab./km²).